# ワイプラザ輪島
ワイプラザ輪島（ワイプラザわじま）は、石川県輪島市宅田町にある、株式会社ヤスサキが運営するショッピングセンター（SC）。輪島の中心市街地に位置し、奥能登地方では最大級のSCである。

## 概要
ヤスサキが展開するグルメ館（食品スーパー）、ワイホーム（ホームセンター）、ファッションプラザ（衣料品店）を核店舗としている。ヤスサキは、石川県では当SCの他にもTSUTAYABOOKSTOREイオンモール白山店（白山市）やダイソー御経塚店（金沢市）や当SCのテナントであるダイソー輪島店（輪島市）などのフランチャイズ店舗を展開しているが、GMS業態としての店舗は当SCのみとなっている。
また2020年（令和2年）9月3日に、買い物に出掛けるのが難しい高齢者ら買い物弱者向けの移動スーパー「とくし丸」（ヤスサキが運営）の運用を輪島市内で開始した。市内120世帯を3つのコースに分けて回る。月・木曜日は輪島・河原田方面、火・金曜日は大屋・二俣・別所谷方面、水・土曜日は鵠巣（こうのす）方面を巡回。魚や肉などの生鮮品のほか、総菜や雑貨など四百種類以上の商品を販売する。ヤスサキは、2017年（平成29年）から「とくし丸」の事業を福井県内で展開しており、今回で8号目。
2024年（令和6年）1月1日に発生した地震で被災して休業し、同年8月29日に営業を全面再開した。再開後の営業時間は午前10時から午後5時。

## テナント
- ヤスサキ グルメ館（食料品）
- ワイホーム（ホームセンター）
- ファッションプラザ（衣料品）
- ドコモショップ
- au
- ダイソー
- メガネスーパー
- ヤマダ電機テックランド
- 日本調剤輪島薬局
- ATM（北陸銀行、北國銀行、興能信用金庫）

## 周辺・アクセス
輪島中心市街地のうち、河原田川南側にある。公式サイトに掲示されている地図によると、公共施設等では市立輪島病院、輪島市役所、河原田川北側の道の駅輪島などが近い。
輪島病院には、北鉄奥能登バス、のらんけバスのバス停留所がある。幹線道路では輪島バイパス、石川県道1号七尾輪島線が付近を通る。